# 能代川 (新潟県)

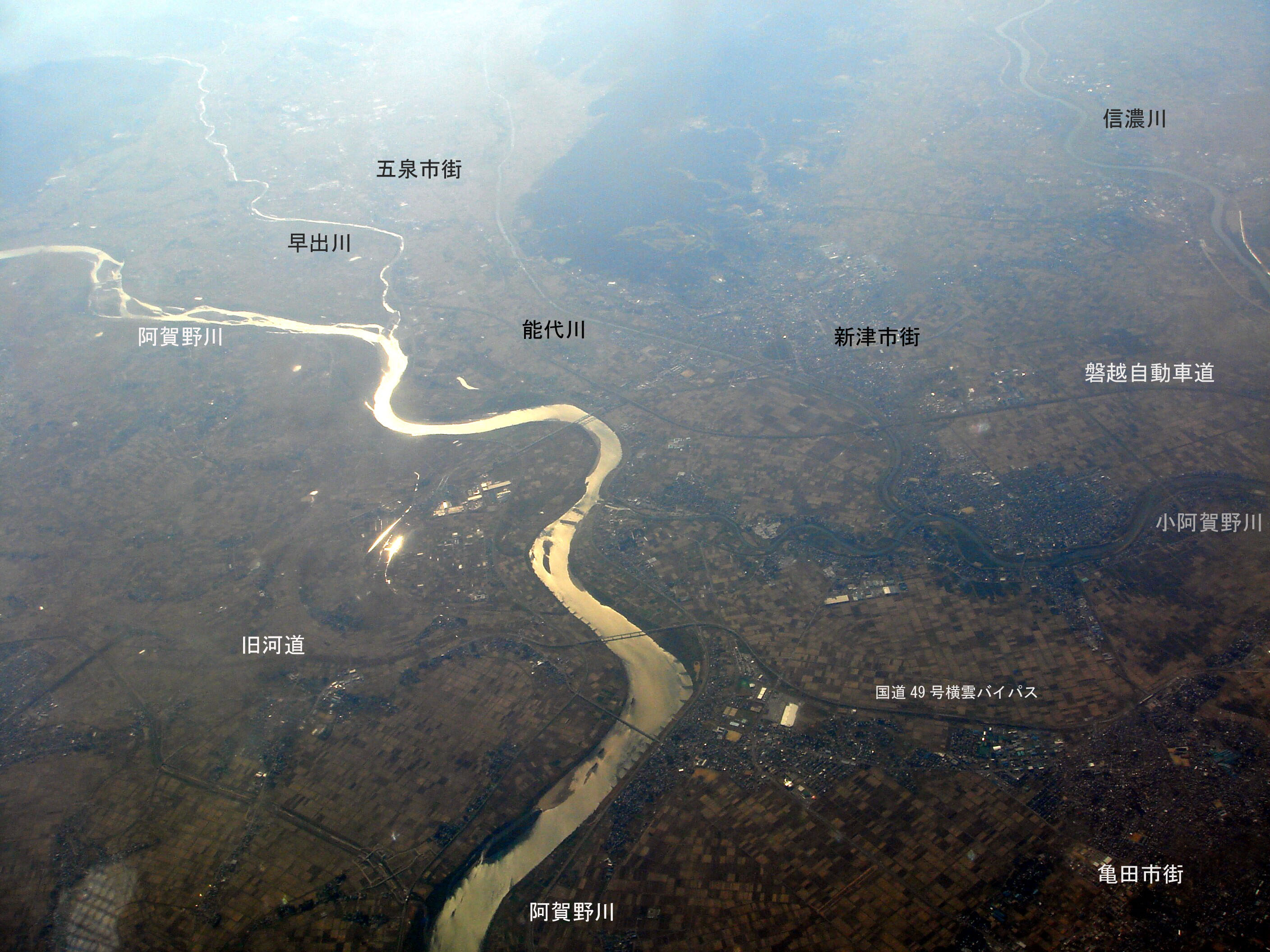
能代川（画像奥より手前へ流れる直線状の流路）

能代川（のうだいがわ）は、新潟県五泉市および新潟市秋葉区を流れる信濃川水系の河川である。明治末期から昭和初期まで、新潟市秋葉区の草水町（くそうづちょう）地区周辺で採掘された石油を蒸気船によって新潟へ運び出していた。

## 概要
新潟県五泉市と加茂市の境界付近にある宝蔵山（標高897m）の北嶺に源を発する。五泉市街の西側および新津地区の東側を北へ流れ、秋葉区荻島で小阿賀野川に合流する。
村松から河口にかけての堤防はサイクリングロード「能代川りんりんロード」として整備されており、レンタサイクルの貸出も行われていたが、舗装の劣化により2019年9月現在ではサイクリングロードとしての利用が禁止されている。

## 治水

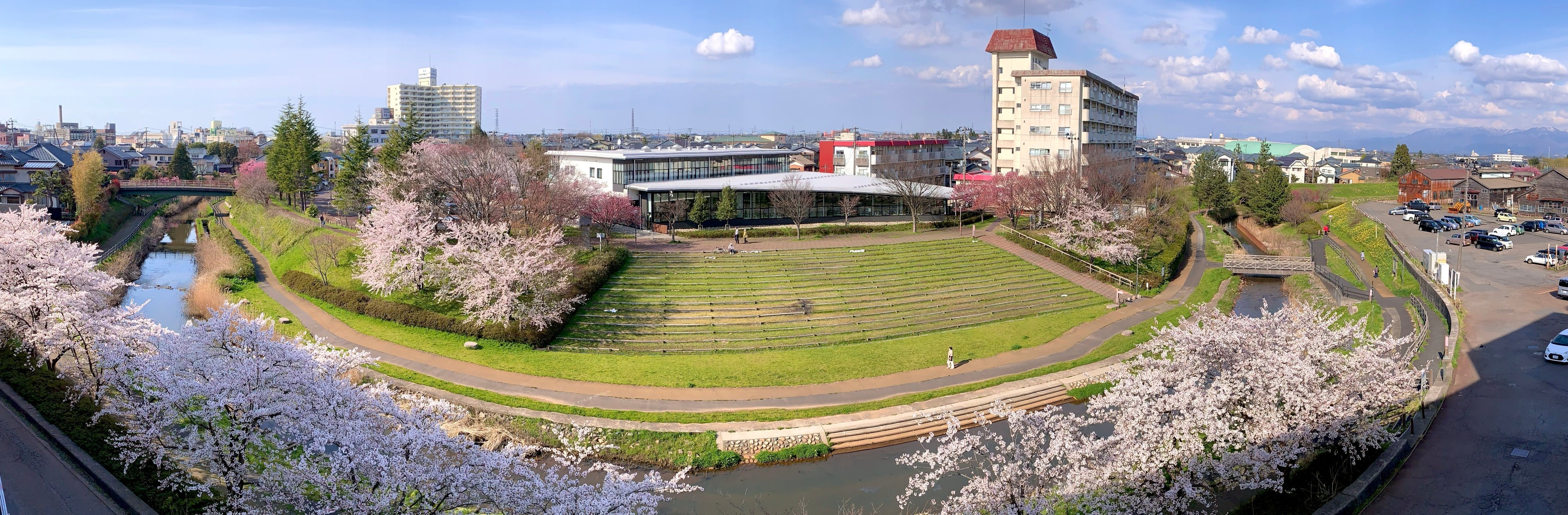
新津川と遊歩道、新津図書館（2020年4月）

かつては、九十九曲川（くじゅうくまがりがわ）と呼ばれるほど、蛇行の激しい流路であった。幾度となく水害が繰り返されてきたが、1978年（昭和53年）6月に発生した水害をきっかけに大規模な河川改修が進められ、1983年（昭和58年）に直線状の新たな流路が完成した。なお旧川は1992年（平成4年）に新津川として指定され、沿川には遊歩道や植栽などが整備された。
2000年（平成12年）7月には梅雨による出水が発生し、各種復旧事業が行われた。中流部が新たに捷水路として直線化されたほか、前述の「りんりんロード」や能代川水辺公園、サケの路などが整備された。

## 支流
下流より記載
- 新津川 - 改修工事後に残された能代川旧河道。
- 新津川（分流）
- 荻曽根川
- 後田川
- 宮古川
- 辻川
- 滝谷川
- 牧川 - 平成23年7月新潟・福島豪雨で被害を受けた[12]。
- 五部一川
  - 派川能代川
- 派川能代川（分流）